# نيكول هولنيس
نيكول هولنيس هي مغنية كندية، ولدت في 13 أبريل 1984 في تورونتو في كندا.